# Alexander Latotzky

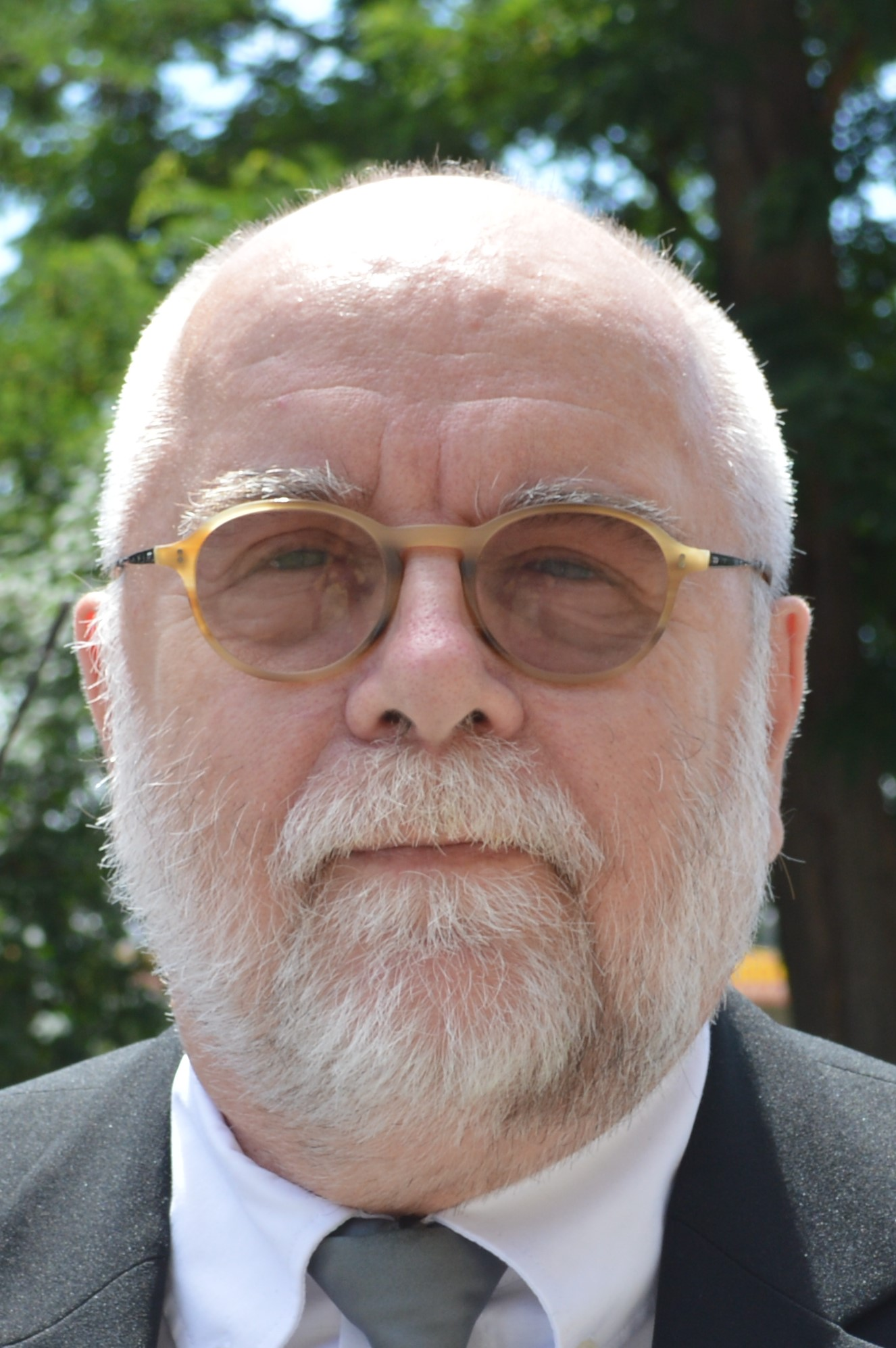
Verleihung des Bundesverdienstkreuzes

Alexander Latotzky (* 18. April 1948 in Bautzen) ist ein Autor, Bildungsreferent und Mitwirkender bei mehreren TV-Produktionen, die sich speziell mit dem Thema von Kindern aus den sowjetischen Speziallagern in Deutschland und den Gefängnissen der DDR beschäftigen. Er lebt in Berlin und in Kolrep/Prignitz und engagiert sich als Zeitzeuge für die Bundesstiftung zur Aufarbeitung der SED-Diktatur und verschiedene Gedenkstätten.

## Familiärer Werdegang
Alexander Latotzky wurde im sowjetischen Speziallager Nr. 4 in Bautzen geboren. Die Mutter, Ursula-Susanne Hoffmann hatte im März 1946 den Mord und die Vergewaltigung ihrer Mutter in Berlin durch zwei sowjetische Soldaten zur Anzeige gebracht. Sie wurde kurz darauf wegen angeblicher Agententätigkeit festgenommen und im Juli 1946 von einem sowjetischen Militärtribunal zu 15 Jahren Strafarbeitslager verurteilt. Der Vater, Wladimir Brjutschkowski, wurde 1943 mit 17 Jahren als Zwangsarbeiter aus der Ukraine nach Brandenburg verschleppt und musste in einem Panzerwerk arbeiten. Im Frühjahr 1945 wurde er durch die vorrückende Rote Armee befreit und zur Bewährung, Zwangsarbeiter galten als Vaterlandsverräter, als Wachsoldat erst im Speziallager Buchenwald und dann später im Speziallager Torgau eingesetzt.

Ursula-Susanne Hoffmann um 1954

In Torgau lernten sich beide kennen und obwohl eine Beziehung für sie mit Gefahren verbunden war, gingen sie diese ein. Im Urteil des Militärtribunals heißt es: Sie trafen sich so oft wie möglich. Letztendlich wurden sie von anderen Gefangenen verraten und Brjutschkowski, nachdem er vor ein Militärtribunal gestellt wurde, in ein Straflager des Gulag in der Nähe von Gorki, heute Nižnij Novgorod, deportiert. In der Verlegungsliste, die Alexander Latotzky viele Jahre später durch seine Recherchen ansehen konnte, stand neben dem Namen seines Vaters: „Verurteilt wegen Beziehung zu einer Deutschen“. Am 17. April 1948 verließ der Transport Torgau, einen Tag bevor sein Sohn das Licht der Welt erblickte. Alexanders Eltern haben sich nie wiedergesehen.

Zwangsarbeiterausweis von Wladimir Brjutschkowski um 1943

Mutter und Kind wurden nach der Entbindung in das Lager Nr. 1 nach Oranienburg/Sachsenhausen verlegt und lebten mit anderen Frauen und Kindern in der Mutter-Kind-Baracke am Rande des Lagers. Beide überlebten das Lager und wurden nach dessen Schließung 1950 mit anderen Frauen und Kindern an die DDR überstellt und in das Frauengefängnis Hoheneck gebracht. Hier trennte man Mutter und Kind. Während die Mutter in die SVA Waldheim verlegt wurde, durchlief ihr Sohn die nächsten sieben Jahre diverse Kinderheime der DDR.
Unter der Androhung, ihren Sohn zur Adoption freizugeben, zwang man die Mutter 1954 zur Arbeit für das MfS, wozu sie wieder nach Hoheneck verlegt und 1956 begnadigt und entlassen wurde. Für den KGB sollte sie nach Westberlin gehen und russische Exilorganisationen sowie die russisch-orthodoxe Kirche ausspionieren. Da ihr Sohn aber als „Faustpfand“ weiter in der DDR bleiben musste, ging sie zum Schein darauf ein. Erst 1957, inzwischen neun Jahre alt, dürfte er der Mutter in den Westen folgen. Kurz darauf brachen KGB und MfS die Verbindung ab, da sich alle ihre Informationen als wertlos und frei erfunden herausstellten.
Ursula Hoffmann starb 1967 mit erst 41 Jahren an den gesundheitlichen Spätfolgen der Haft.

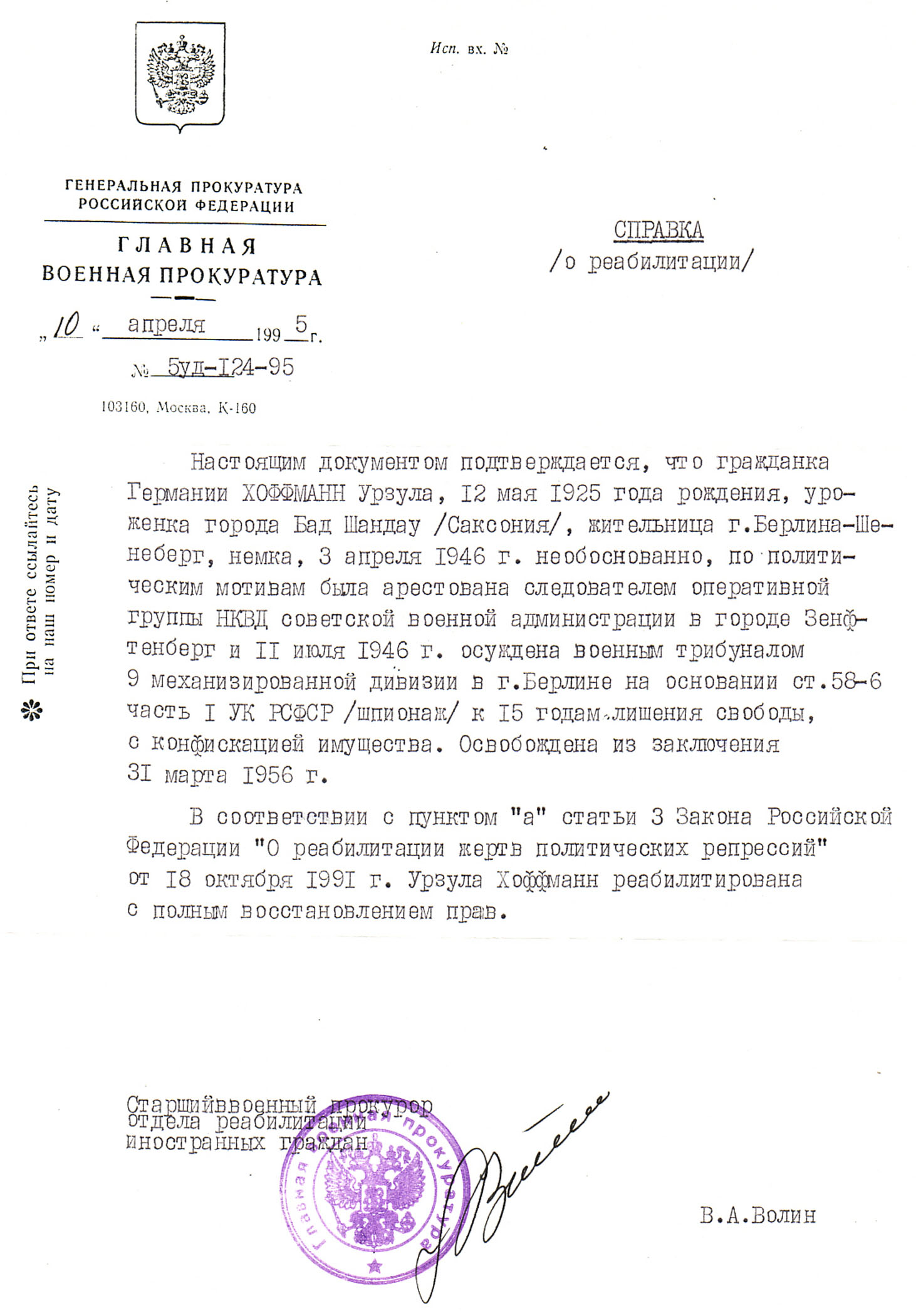
Rehabilitierungsbescheinigung der Mutter, ausgestellt von der Generalstaatsanwaltschaft

1995 wurde die Mutter und 2001 auch der Sohn von der russischen Hauptmilitärstaatsanwaltschaft vollständig rehabilitiert und als Opfer politischer Verfolgung anerkannt.

## Persönlicher Werdegang
Alexander Latotzky studierte an der FU Berlin und HdK Lehramt, spielte aktiv Rugby im BSV 92, war Trainer der Männer-, Frauen- und Schülermannschaft, Trainer der Frauennationalmannschaft im Rugby und Lehrwart des DRV.
Mit dem Ende der DDR begann er zunächst seine eigene Geschichte aufzuarbeiten, woraus später ein von der Bundesstiftung zur Aufarbeitung der SED-Diktatur gefördertes Projekt über Kinder aus den Lagern der SBZ und den Gefängnissen der DDR wurde, das 2001 in einem Buch veröffentlicht wurde. 1999 gründete er den Arbeitskreis „Kindheit hinter Stacheldraht“, der sich mit der Hilfe bei der Suche nach dem Vater und der Unterstützung in Fragen der Rehabilitation befasst. Der Arbeitskreis organisiert jährliche öffentliche Treffen, an dem Betroffene aus ganz Deutschland und dem Ausland teilnehmen. Damit klärt er über den Unrechtsstaat DDR auf, trägt zur gemeinsamen Geschichtsaufarbeitung bei und rückt die Lebensgeschichte und das Schicksal dieser, noch immer nur wenig bekannten Gruppe, in die Öffentlichkeit.
Im Rahmen seiner Arbeit fand Alexander Latotzky in den Russischen Unterlagen auch seinen eigenen Vater, den er bis dahin für tot gehalten hatte. 1999 gab es in Russland ein erstes Treffen, dem nur wenige weitere folgten, Wladimir Brjutschkowski starb nur fünf Jahre später.
In allen zehn Speziallagern in der Sowjetischen Besatzungszone kamen Kinder zur Welt. Säuglinge und Kleinkinder gehörten zum Alltag des Lagerregimes, nur erfasst oder besonders versorgt wurden sie dort nicht. Ihr Schicksal, der Ort an dem sie geboren wurden und die ersten Jahre ihres Lebens verbracht haben, die Geschichte ihrer Eltern, waren häufig von Geheimhaltung, Verdrängung und Tabuisierung geprägt. Sie gehören zu den unsichtbaren und dennoch bis heute präsenten Opfern des kommunistischen Repressionsapparates und ihr Leid und ihre Traumatisierung haben bisher nur wenig Würdigung erfahren.
Alexander Latotzky ist Vorsitzender des Bautzen-Komitees, einer Vereinigung ehemaliger politischer Häftlinge der SBZ/DDR. Ferner ist er u. a. Mitglied im Stiftungsbeirat der Stiftung Sächsische Gedenkstätten, im Stiftungsrat der Stiftung für ehemalige politische Häftlinge in Bonn und Mitglied der Kommission für die Vergabe von Fördergeldern der Sächsischen Landesbeauftragten zur Aufarbeitung der SED-Diktatur. Für seine Arbeit erhielt er 2010 den „Einheitspreis – Bürgerpreis zur deutschen Einheit“ und 2020 das Bundesverdienstkreuz am Bande in der Sächsischen Staatskanzlei in Dresden.

## TV-Produktionen
- Die Kinder von Sachsenhausen, WDR 2000[8]
- Boulevard Bio, WDR 2001[9]
- Germany Today, DW 2001
- Hinter Stacheldraht geboren, ARD 2008[8]
- Kindheit ohne Namen,[10] MDR 2019
- Eine Kindheit in Sachsenhausen,[11] AFP 2020
- Bautzen – Kindheit hinter Stacheldraht, 2021
- Die Kinder der Lager, Havel-Film Babelsberg
- A Childhood Behind Barbed Wire, DW 2001
- Eine Stadt und ihr Gefängnis, MDR 2022[12]
- Gedächtnis der Nation: Erfolgreiche Vatersuche[13]

## Bücher
- Rugby, Die Geschichte vom „MobFootball“ und wie er heute gespielt wird, Eigenverlag 1995
- Kindheit hinter Stacheldraht, Forum Verlag Leipzig, 4. ergänzte Aufl. 2007[2]
- Der Karnickelberg in Bautzen, Die Massengräber hinter dem „Gelben Elend“, Bautzen Komitee e.V., 3. Aufl. 2018

## Ehrungen
- 2010: Einheitspreis – Bürgerpreis zur deutschen Einheit
- 2020: Verdienstkreuz am Bande der Bundesrepublik Deutschland